# Dialeurolobus rhamni
Dialeurolobus rhamni là một loài côn trùng cánh nửa trong họ Aleyrodidae, phân họ Aleyrodinae.
Dialeurolobus rhamni được Bink-Moenen năm Bink-Moenen & Gerling miêu tả khoa học đầu tiên năm 1992.